# Hidrazona

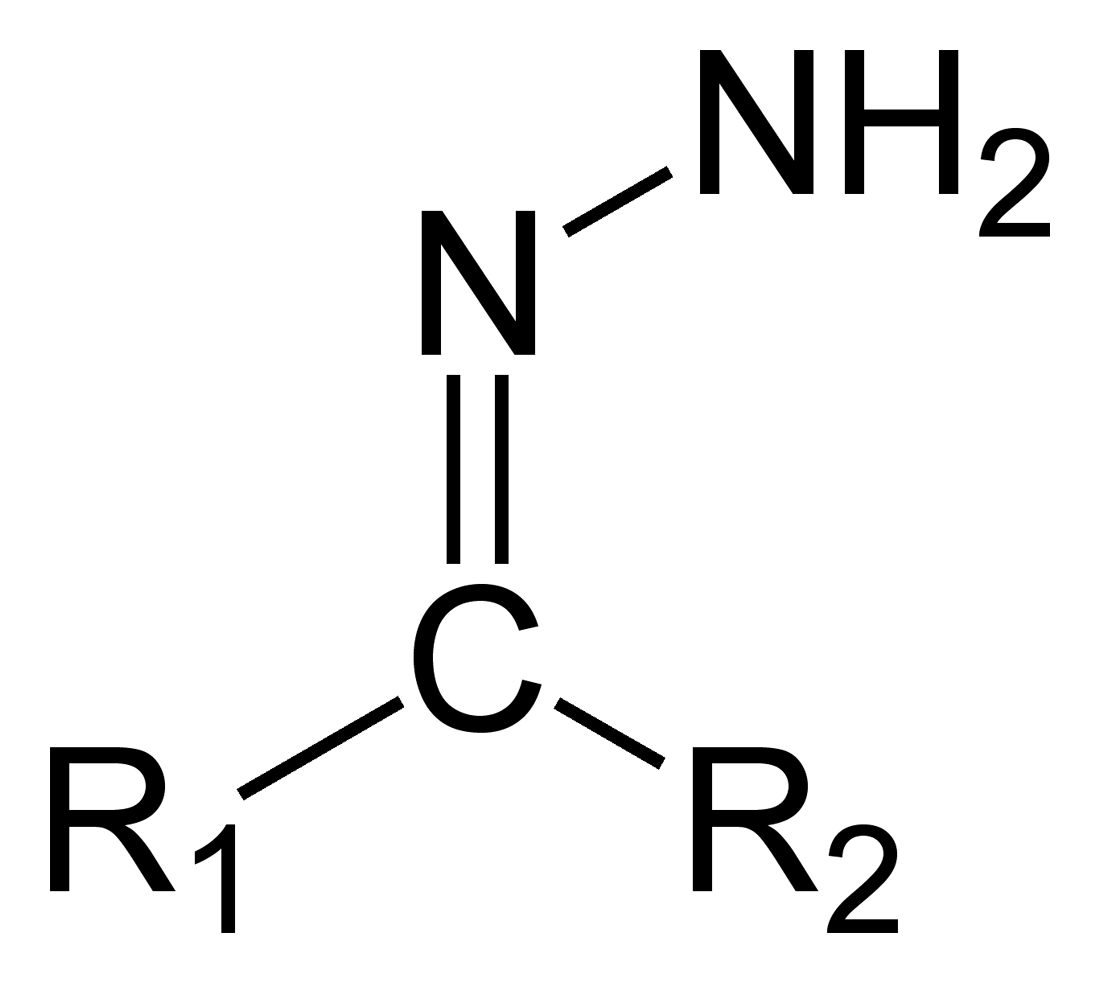
Estructura del grupo funcional hidrazona.

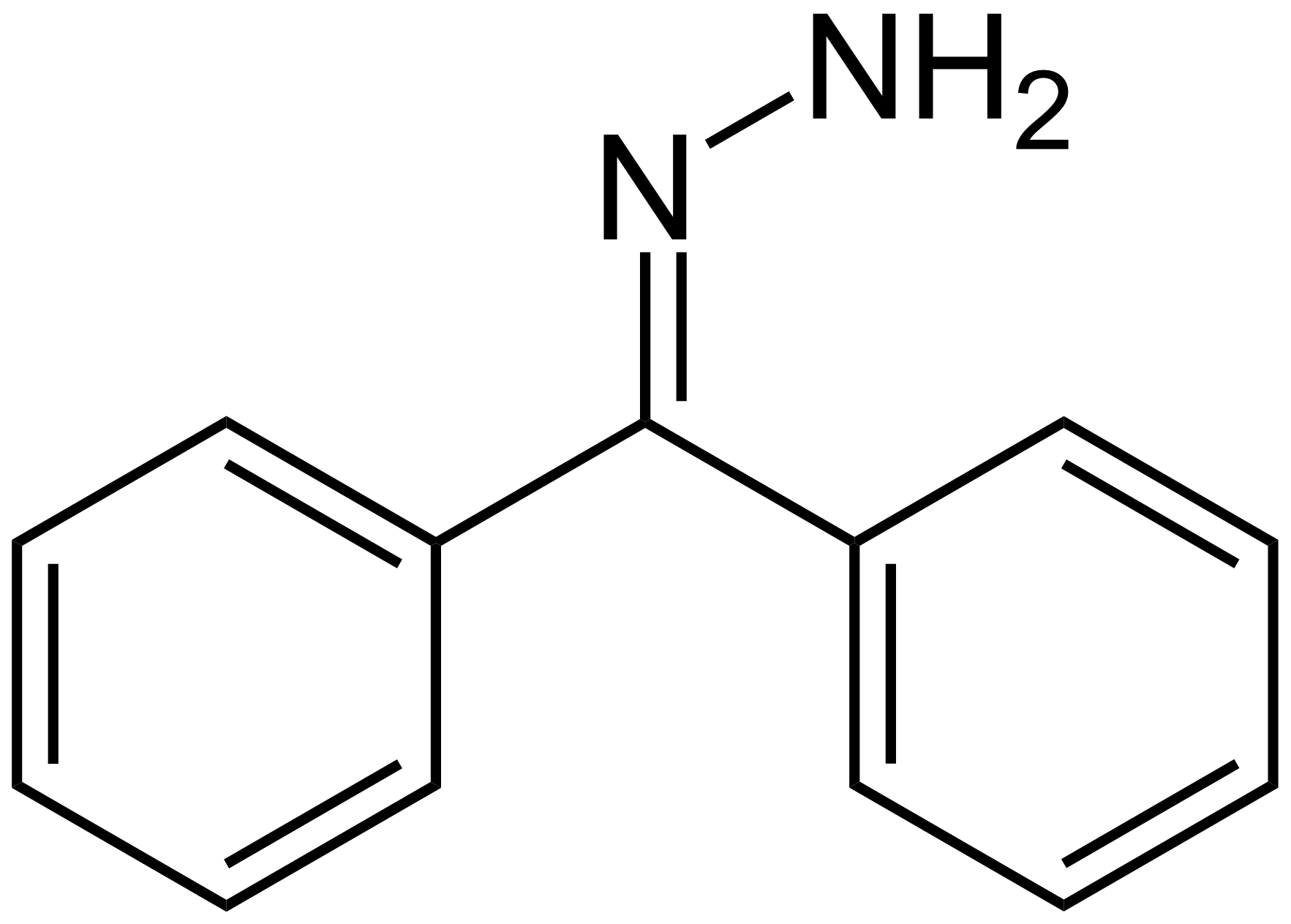
Benzofenona hidrazona, una hidrazona típica.

Una hidrazona es una clase de compuesto orgánico con la estructura R2C=NNR2. Están relacionados con las cetona y aldehídos mediante la sustitución del átomo de oxígeno por el grupo funcional NNH2. Generalmente se preparan por la acción de la hidrazina sobre cetonas o aldehídos.

## Usos
La formación de derivados de hidrazona aromáticos se usa para medir la concentración de aldehídos y cetonas de bajo peso molecular, por ejemplo, en corrientes de gas. Por ejemplo, la dinitrofenilhidrazina revistiendo un sorbente de silica es la base de un cartucho de adsorción. A continuación, las hidrazonas son eluidas y analizadas por HPLC usando un detector UV.
Las hidrazonas son reactivos en yodación de hidrazonas, la reacción de Shapiro, síntesis de índoles de Fischer y la reacción de Bamford-Stevens a compuestos de vinilo.
- Datos: Q416007
- Multimedia: Hydrazones / Q416007